# Gardafał

Przykładowy schemat przebiegu fału foka (1), gardafału (2) oraz pikfału (3) na małej jednostce żaglowej typu slup z ożaglowaniem gaflowym.

Gardafał, gafelfał, fał gafla – element olinowania ruchomego występujący na jednostkach z ożaglowaniem gaflowym. Służy do stawiania i zrzucania żagla gaflowego poprzez zmianę wysokości przymasztowego końca gafla. Gardafał mocowany jest do gardy gafla.
Podczas stawiania i zrzucania żagli gaflowych korzysta się z dwóch fałów: gardafału, oraz liny obsługującej drugi koniec gafla – pikfału. Przy stawianiu najpierw wybierany jest pikfał, aby unieść pik gafla, następnie gardafał i pikfał jednocześnie. Bloki obu fałów znajdują się blisko topu masztu.